# Quartet de corda núm. 2 (Britten)
El quartet de corda núm. 2 en do major, op. 36, és una composició creada per Benjamin Britten i presentada al públic pel Zorian Quartet a la sala de concerts Wigmore Hall de Londres, el 21 de novembre de 1945, coincidint amb l’aniversari de Purcell. L’autora d’aquest encàrrec musical va ser Mary Behrend, una amiga del compositor, a qui va dedicar la peça en qüestió.

## Origen i context
El Quartet de Corda núm. 2 en Do Major, op. 36 va ser compost just després que Britten acabés l'òpera Peter Grimes i The Holy Sonnets of John Donne, obres que van ser molt ben rebudes per la crítica i el públic. Britten ja havia compost altres quartets notables anteriorment, però aquest segon Quartet de Corda va consolidar la seva reputació com a salvador de la música britànica, demostrant un gran progrés cap a la seva maduresa compositiva.
El segon Quartet de Corda representa un homenatge a la commemoració del 250è aniversari de la mort de Purcell, que es va celebrar el 1945. Això es reflecteix en el tercer moviment, el més ambiciós de la peça, que té elements que fan referència al compositor barroc. El quartet està compost per tres moviments que presenten un to similar al final del Primer Quartet de Corda. El primer moviment és un Allegro calmo que va ser influït per Haydn, i que el crític musical Hans Keller va descriure com la peça instrumental més «austríaca» de la producció de Britten.